# Gran Premio di superbike di Portimão 2020
Il Gran Premio di superbike di Portimão 2020 è stata la terza prova su otto del campionato mondiale Superbike 2020 ed è stata disputata l'8 ed il 9 agosto 2020 all'Autódromo Internacional do Algarve. Jonathan Rea ha conquistato la vittoria nelle tre gare della Superbike, Andrea Locatelli si è imposto nelle due gare valide per il campionato mondiale Supersport 2020, mentre le gare del mondiale Supersport 300 sono state vinte da Ana Carrasco e Scott Deroue.

## Risultati

### Superbike Gara 1

#### Arrivati al traguardo
| Pos. | Nº | Pilota                | Squadra                  | Motocicletta         | Giri | Tempo     | Griglia | Punti |
| ---- | -- | --------------------- | ------------------------ | -------------------- | ---- | --------- | ------- | ----- |
| 1º   | 1  | Jonathan Rea          | Kawasaki Racing          | Kawasaki ZX-10RR     | 20   | 34'24.940 | 1º      | 25    |
| 2º   | 54 | Toprak Razgatlıoğlu   | Pata Yamaha              | Yamaha YZF R1        | 20   | +5.142    | 2º      | 20    |
| 3º   | 60 | Michael van der Mark  | Pata Yamaha              | Yamaha YZF R1        | 20   | +7.029    | 5º      | 16    |
| 4º   | 22 | Alex Lowes            | Kawasaki Racing          | Kawasaki ZX-10RR     | 20   | +9.851    | 3º      | 13    |
| 5º   | 21 | Michael Ruben Rinaldi | Team GoEleven            | Ducati Panigale V4 R | 20   | +10.705   | 7º      | 11    |
| 6º   | 76 | Loris Baz             | Ten Kate Racing Yamaha   | Yamaha YZF R1        | 20   | +12.226   | 6º      | 10    |
| 7º   | 45 | Scott Redding         | Aruba.it Racing - Ducati | Ducati Panigale V4 R | 20   | +12.485   | 8º      | 9     |
| 8º   | 66 | Tom Sykes             | BMW Motorrad             | BMW S1000 RR         | 20   | +12.829   | 4º      | 8     |
| 9º   | 19 | Álvaro Bautista       | Team HRC                 | Honda CBR1000RR-R    | 20   | +14.233   | 12º     | 7     |
| 10º  | 50 | Eugene Laverty        | BMW Motorrad             | BMW S1000 RR         | 20   | +16.208   | 9º      | 6     |
| 11º  | 7  | Chaz Davies           | Aruba.it Racing - Ducati | Ducati Panigale V4 R | 20   | +22.477   | 13º     | 5     |
| 12º  | 91 | Leon Haslam           | Team HRC                 | Honda CBR1000RR-R    | 20   | +22.581   | 10º     | 4     |
| 13º  | 12 | Xavi Forés            | Kawasaki Puccetti Racing | Kawasaki ZX-10RR     | 20   | +23.535   | 15º     | 3     |
| 14º  | 31 | Garrett Gerloff       | GRT Yamaha               | Yamaha YZF R1        | 20   | +23.577   | 11º     | 2     |
| 15º  | 64 | Federico Caricasulo   | GRT Yamaha               | Yamaha YZF R1        | 20   | +30.728   | 16º     | 1     |
| 16º  | 36 | Leandro Mercado       | Motocorsa Racing         | Ducati Panigale V4 R | 20   | +39.137   | 18º     |       |
| 17º  | 33 | Marco Melandri        | Barni Racing             | Ducati Panigale V4 R | 20   | +49.020   | 19º     |       |
| 18º  | 20 | Sylvain Barrier       | Brixx Performance        | Ducati Panigale V4 R | 20   | +55.510   | 20º     |       |
| 19º  | 13 | Takumi Takahashi      | MIE Racing Althea Honda  | Honda CBR1000RR-R    | 20   | +55.891   | 21º     |       |
| 20º  | 63 | Lorenzo Gabellini     | MIE Racing Althea Honda  | Honda CBR1000RR-R    | 20   | +1'16.109 | 23º     |       |
| 21º  | 77 | Maximilian Scheib     | Orelac Racing Verdnatura | Kawasaki ZX-10RR     | 19   | +1 giro   | 17º     |       |

#### Ritirati
| Nº | Pilota             | Squadra            | Motocicletta      | Giri | Griglia |
| -- | ------------------ | ------------------ | ----------------- | ---- | ------- |
| 23 | Christophe Ponsson | Nuova M2 Racing    | Aprilia RSV4 1000 | 19   | 14º     |
| 11 | Sandro Cortese     | Outdo Kawasaki TPR | Kawasaki ZX-10RR  | 16   | 22º     |

### Superbike Gara Superpole

#### Arrivati al traguardo
| Pos. | Nº | Pilota                | Squadra                  | Motocicletta         | Giri | Tempo     | Griglia | Punti |
| ---- | -- | --------------------- | ------------------------ | -------------------- | ---- | --------- | ------- | ----- |
| 1º   | 1  | Jonathan Rea          | Kawasaki Racing          | Kawasaki ZX-10RR     | 10   | 17'00.623 | 1º      | 12    |
| 2º   | 54 | Toprak Razgatlıoğlu   | Pata Yamaha              | Yamaha YZF R1        | 10   | +2.946    | 2º      | 9     |
| 3º   | 76 | Loris Baz             | Ten Kate Racing Yamaha   | Yamaha YZF R1        | 10   | +4.748    | 6º      | 7     |
| 4º   | 22 | Alex Lowes            | Kawasaki Racing          | Kawasaki ZX-10RR     | 10   | +5.374    | 3º      | 6     |
| 5º   | 45 | Scott Redding         | Aruba.it Racing - Ducati | Ducati Panigale V4 R | 10   | +6.605    | 8º      | 5     |
| 6º   | 66 | Tom Sykes             | BMW Motorrad             | BMW S1000 RR         | 10   | +7.723    | 4º      | 4     |
| 7º   | 60 | Michael van der Mark  | Pata Yamaha              | Yamaha YZF R1        | 10   | +9.138    | 5º      | 3     |
| 8º   | 21 | Michael Ruben Rinaldi | Team GoEleven            | Ducati Panigale V4 R | 10   | +13.675   | 7º      | 2     |
| 9º   | 91 | Leon Haslam           | Team HRC                 | Honda CBR1000RR-R    | 10   | +13.776   | 10º     | 1     |
| 10º  | 31 | Garrett Gerloff       | GRT Yamaha               | Yamaha YZF R1        | 10   | +14.245   | 11º     |       |
| 11º  | 19 | Álvaro Bautista       | Team HRC                 | Honda CBR1000RR-R    | 10   | +14.318   | 12º     |       |
| 12º  | 64 | Federico Caricasulo   | GRT Yamaha               | Yamaha YZF R1        | 10   | +17.399   | 16º     |       |
| 13º  | 12 | Xavi Forés            | Kawasaki Puccetti Racing | Kawasaki ZX-10RR     | 10   | +19.224   | 15º     |       |
| 14º  | 36 | Leandro Mercado       | Motocorsa Racing         | Ducati Panigale V4 R | 10   | +21.240   | 18º     |       |
| 15º  | 33 | Marco Melandri        | Barni Racing             | Ducati Panigale V4 R | 10   | +33.300   | 19º     |       |
| 16º  | 20 | Sylvain Barrier       | Brixx Performance        | Ducati Panigale V4 R | 10   | +35.714   | 20º     |       |
| 17º  | 23 | Christophe Ponsson    | Nuova M2 Racing          | Aprilia RSV4 1000    | 10   | +36.394   | 14º     |       |
| 18º  | 63 | Lorenzo Gabellini     | MIE Racing Althea Honda  | Honda CBR1000RR-R    | 10   | +39.361   | 23º     |       |
| 19º  | 13 | Takumi Takahashi      | MIE Racing Althea Honda  | Honda CBR1000RR-R    | 10   | +40.736   | 21º     |       |
| 20º  | 50 | Eugene Laverty        | BMW Motorrad             | BMW S1000 RR         | 9    | +1 giro   | 9º      |       |

#### Ritirati
| Nº | Pilota            | Squadra                  | Motocicletta         | Giri | Griglia |
| -- | ----------------- | ------------------------ | -------------------- | ---- | ------- |
| 77 | Maximilian Scheib | Orelac Racing Verdnatura | Kawasaki ZX-10RR     | 6    | 16º     |
| 7  | Chaz Davies       | Aruba.it Racing - Ducati | Ducati Panigale V4 R | 3    | 13º     |

### Superbike Gara 2

#### Arrivati al traguardo
| Pos. | Nº | Pilota                | Squadra                  | Motocicletta         | Giri | Tempo     | Griglia | Punti |
| ---- | -- | --------------------- | ------------------------ | -------------------- | ---- | --------- | ------- | ----- |
| 1º   | 1  | Jonathan Rea          | Kawasaki Racing          | Kawasaki ZX-10RR     | 20   | 34'36.949 | 1º      | 25    |
| 2º   | 45 | Scott Redding         | Aruba.it Racing - Ducati | Ducati Panigale V4 R | 20   | +4.360    | 5º      | 20    |
| 3º   | 60 | Michael van der Mark  | Pata Yamaha              | Yamaha YZF R1        | 20   | +4.453    | 7º      | 16    |
| 4º   | 7  | Chaz Davies           | Aruba.it Racing - Ducati | Ducati Panigale V4 R | 20   | +8.363    | 13º     | 13    |
| 5º   | 19 | Álvaro Bautista       | Team HRC                 | Honda CBR1000RR-R    | 20   | +10.336   | 12º     | 11    |
| 6º   | 21 | Michael Ruben Rinaldi | Team GoEleven            | Ducati Panigale V4 R | 20   | +12.566   | 8º      | 10    |
| 7º   | 66 | Tom Sykes             | BMW Motorrad             | BMW S1000 RR         | 20   | +14.565   | 6º      | 9     |
| 8º   | 54 | Toprak Razgatlıoğlu   | Pata Yamaha              | Yamaha YZF R1        | 20   | +26.231   | 2º      | 8     |
| 9º   | 64 | Federico Caricasulo   | GRT Yamaha               | Yamaha YZF R1        | 20   | +28.103   | 15º     | 7     |
| 10º  | 36 | Leandro Mercado       | Motocorsa Racing         | Ducati Panigale V4 R | 20   | +32.926   | 17º     | 6     |
| 11º  | 31 | Garrett Gerloff       | GRT Yamaha               | Yamaha YZF R1        | 20   | +33.229   | 11º     | 5     |
| 12º  | 50 | Eugene Laverty        | BMW Motorrad             | BMW S1000 RR         | 20   | +46.555   | 10º     | 4     |
| 13º  | 91 | Leon Haslam           | Team HRC                 | Honda CBR1000RR-R    | 20   | +46.573   | 9º      | 3     |
| 14º  | 33 | Marco Melandri        | Barni Racing             | Ducati Panigale V4 R | 20   | +49.902   | 18º     | 2     |
| 15º  | 20 | Sylvain Barrier       | Brixx Performance        | Ducati Panigale V4 R | 20   | +52.293   | 19º     | 1     |
| 16º  | 23 | Christophe Ponsson    | Nuova M2 Racing          | Aprilia RSV4 1000    | 20   | +1'05.643 | 21º     |       |
| 17º  | 63 | Lorenzo Gabellini     | MIE Racing Althea Honda  | Honda CBR1000RR-R    | 20   | +1'06.784 | 22º     |       |
| 18º  | 13 | Takumi Takahashi      | MIE Racing Althea Honda  | Honda CBR1000RR-R    | 20   | +1'14.503 | 20º     |       |

#### Ritirati
| Nº | Pilota            | Squadra                  | Motocicletta     | Giri | Griglia |
| -- | ----------------- | ------------------------ | ---------------- | ---- | ------- |
| 12 | Xavi Forés        | Kawasaki Puccetti Racing | Kawasaki ZX-10RR | 15   | 14º     |
| 22 | Alex Lowes        | Kawasaki Racing          | Kawasaki ZX-10RR | 8    | 4º      |
| 77 | Maximilian Scheib | Orelac Racing Verdnatura | Kawasaki ZX-10RR | 1    | 16º     |
| 76 | Loris Baz         | Ten Kate Racing Yamaha   | Yamaha YZF R1    | 0    | 3º      |

### Supersport Gara 1

#### Arrivati al traguardo
| Pos. | Nº | Pilota                | Squadra                       | Motocicletta     | Giri | Tempo     | Griglia | Punti |
| ---- | -- | --------------------- | ----------------------------- | ---------------- | ---- | --------- | ------- | ----- |
| 1º   | 55 | Andrea Locatelli      | Bardahl Evan Bros.            | Yamaha YZF R6    | 17   | 30'19.623 | 1º      | 25    |
| 2º   | 44 | Lucas Mahias          | Kawasaki Puccetti Racing      | Kawasaki ZX-6R   | 17   | +8.380    | 5º      | 20    |
| 3º   | 3  | Raffaele De Rosa      | MV Agusta Reparto Corse       | MV Agusta F3 675 | 17   | +11.217   | 9º      | 16    |
| 4º   | 94 | Corentin Perolari     | GMT94 Yamaha                  | Yamaha YZF R6    | 17   | +11.228   | 3º      | 13    |
| 5º   | 32 | Isaac Viñales         | Kallio Racing                 | Yamaha YZF R6    | 17   | +11.235   | 4º      | 11    |
| 6º   | 16 | Jules Cluzel          | GMT94 Yamaha                  | Yamaha YZF R6    | 17   | +14.831   | 2º      | 10    |
| 7º   | 5  | Philipp Öttl          | Kawasaki Puccetti Racing      | Kawasaki ZX-6R   | 17   | +20.736   | 6º      | 9     |
| 8º   | 4  | Steven Odendaal       | EAB Ten Kate Racing           | Yamaha YZF R6    | 17   | +22.123   | 10º     | 8     |
| 9º   | 38 | Hannes Soomer         | Kallio Racing                 | Yamaha YZF R6    | 17   | +22.219   | 7º      | 7     |
| 10º  | 81 | Manuel González       | Kawasaki ParkinGO             | Kawasaki ZX-6R   | 17   | +25.663   | 8º      | 6     |
| 11º  | 99 | Danny Webb            | WRP Wepol Racing              | Yamaha YZF R6    | 17   | +31.941   | 12º     | 5     |
| 12º  | 56 | Péter Sebestyén       | Oxxo Yamaha Team Toth         | Yamaha YZF R6    | 17   | +32.159   | 11º     | 4     |
| 13º  | 47 | Axel Bassani          | Soradis Yamaha Motoxracing    | Yamaha YZF R6    | 17   | +39.769   | 16º     | 3     |
| 14º  | 77 | Miquel Pons           | N43 Team Nobby                | Yamaha YZF-R6    | 17   | +40.111   | 13º     | 2     |
| 15º  | 84 | Loris Cresson         | Oxxo Yamaha Team Toth         | Yamaha YZF R6    | 17   | +41.845   | 20º     | 1     |
| 16º  | 52 | Patrick Hobelsberger  | Dynavolt Honda                | Honda CBR600RR   | 17   | +45.608   | 18º     |       |
| 17º  | 9  | Galang Hendra Pratama | bLU cRU WorldSSP by MS Racing | Yamaha YZF R6    | 17   | +48.714   | 21º     |       |
| 18º  | 83 | Lachlan Epis          | MPM Routz Racing              | Yamaha YZF R6    | 17   | +53.121   | 22º     |       |
| 19º  | 6  | María Herrera         | Dynavolt Honda                | Honda CBR600RR   | 17   | +1'08.613 | 23º     |       |

#### Ritirati
| Nº | Pilota           | Squadra                 | Motocicletta     | Giri | Griglia |
| -- | ---------------- | ----------------------- | ---------------- | ---- | ------- |
| 61 | Can Öncü         | Turkish Racing          | Kawasaki ZX-6R   | 13   | 17º     |
| 22 | Federico Fuligni | MV Agusta Reparto Corse | MV Agusta F3 675 | 9    | 15º     |
| 2  | Luigi Montella   | DK Motorsport           | Yamaha YZF R6    | 7    | 24º     |
| 25 | Andy Verdoïa     | bLU cRU WorldSSP by MS  | Yamaha YZF-R6    | 6    | 19º     |
| 34 | Kevin Manfredi   | Altogoo Racing          | Yamaha YZF-R6    | 3    | 14º     |

### Supersport Gara 2

#### Arrivati al traguardo
| Pos. | Nº | Pilota                | Squadra                       | Motocicletta     | Giri | Tempo     | Griglia | Punti |
| ---- | -- | --------------------- | ----------------------------- | ---------------- | ---- | --------- | ------- | ----- |
| 1º   | 55 | Andrea Locatelli      | Bardahl Evan Bros.            | Yamaha YZF R6    | 17   | 30'11.107 | 1º      | 25    |
| 2º   | 16 | Jules Cluzel          | GMT94 Yamaha                  | Yamaha YZF R6    | 17   | +2.889    | 2º      | 20    |
| 3º   | 32 | Isaac Viñales         | Kallio Racing                 | Yamaha YZF R6    | 17   | +5.517    | 4º      | 16    |
| 4º   | 4  | Steven Odendaal       | EAB Ten Kate Racing           | Yamaha YZF R6    | 17   | +9.547    | 10º     | 13    |
| 5º   | 5  | Philipp Öttl          | Kawasaki Puccetti Racing      | Kawasaki ZX-6R   | 17   | +16.743   | 6º      | 11    |
| 6º   | 81 | Manuel González       | Kawasaki ParkinGO             | Kawasaki ZX-6R   | 17   | +17.035   | 8º      | 10    |
| 7º   | 94 | Corentin Perolari     | GMT94 Yamaha                  | Yamaha YZF R6    | 17   | +17.080   | 3º      | 9     |
| 8º   | 38 | Hannes Soomer         | Kallio Racing                 | Yamaha YZF R6    | 17   | +17.157   | 7º      | 8     |
| 9º   | 77 | Miquel Pons           | N43 Team Nobby                | Yamaha YZF-R6    | 17   | +21.236   | 13º     | 7     |
| 10º  | 61 | Can Öncü              | Turkish Racing                | Kawasaki ZX-6R   | 17   | +33.123   | 17º     | 6     |
| 11º  | 56 | Péter Sebestyén       | Oxxo Yamaha Team Toth         | Yamaha YZF R6    | 17   | +34.130   | 11º     | 5     |
| 12º  | 3  | Raffaele De Rosa      | MV Agusta Reparto Corse       | MV Agusta F3 675 | 17   | +37.161   | 9º      | 4     |
| 13º  | 34 | Kevin Manfredi        | Altogoo Racing                | Yamaha YZF-R6    | 17   | +37.298   | 14º     | 3     |
| 14º  | 84 | Loris Cresson         | Oxxo Yamaha Team Toth         | Yamaha YZF R6    | 17   | +37.693   | 20º     | 2     |
| 15º  | 9  | Galang Hendra Pratama | bLU cRU WorldSSP by MS Racing | Yamaha YZF R6    | 17   | +38.227   | 21º     | 1     |
| 16º  | 22 | Federico Fuligni      | MV Agusta Reparto Corse       | MV Agusta F3 675 | 17   | +38.975   | 15º     |       |
| 17º  | 52 | Patrick Hobelsberger  | Dynavolt Honda                | Honda CBR600RR   | 17   | +43.872   | 18º     |       |
| 18º  | 6  | María Herrera         | Dynavolt Honda                | Honda CBR600RR   | 17   | +47.899   | 23º     |       |
| 19º  | 47 | Axel Bassani          | Soradis Yamaha Motoxracing    | Yamaha YZF R6    | 17   | +49.874   | 16º     |       |
| 20º  | 25 | Andy Verdoïa          | bLU cRU WorldSSP by MS        | Yamaha YZF-R6    | 17   | +1'01.141 | 19º     |       |
| 21º  | 2  | Luigi Montella        | DK Motorsport                 | Yamaha YZF R6    | 17   | +1'04.233 | 24º     |       |
| 22º  | 99 | Danny Webb            | WRP Wepol Racing              | Yamaha YZF R6    | 17   | +1'06.511 | 12º     |       |

#### Ritirati
| Nº | Pilota       | Squadra                  | Motocicletta   | Giri | Griglia |
| -- | ------------ | ------------------------ | -------------- | ---- | ------- |
| 83 | Lachlan Epis | MPM Routz Racing         | Yamaha YZF R6  | 4    | 22º     |
| 44 | Lucas Mahias | Kawasaki Puccetti Racing | Kawasaki ZX-6R | 1    | 5º      |

### Supersport 300 Gara 1

#### Arrivati al traguardo
| Pos. | Nº | Pilota                 | Squadra                                | Motocicletta       | Giri | Tempo     | Griglia | Punti |
| ---- | -- | ---------------------- | -------------------------------------- | ------------------ | ---- | --------- | ------- | ----- |
| 1º   | 11 | Ana Carrasco           | Kawasaki Provec WorldSSP300            | Kawasaki Ninja 400 | 6    | 11'57.908 | 5º      | 25    |
| 2º   | 6  | Jeffrey Buis           | MTM Kawasaki Motoport                  | Kawasaki Ninja 400 | 6    | +0.057    | 6º      | 20    |
| 3º   | 69 | Tom Booth-Amos         | RT Motorsports by SKM - Kawasaki       | Kawasaki Ninja 400 | 6    | +4.123    | 13º     | 16    |
| 4º   | 95 | Scott Deroue           | MTM Kawasaki Motoport                  | Kawasaki Ninja 400 | 6    | +4.129    | 2º      | 13    |
| 5º   | 54 | Bahattin Sofuoğlu      | Biblion Motoxracing Yamaha             | Yamaha YZF-R3      | 6    | +4.394    | 15º     | 11    |
| 6º   | 46 | Samuel Di Sora         | Leader Team Flembbo                    | Kawasaki Ninja 400 | 6    | +4.408    | 17º     | 10    |
| 7º   | 8  | Mika Pérez             | Prodina Ircos                          | Kawasaki Ninja 400 | 6    | +4.442    | 3º      | 9     |
| 8º   | 83 | Meikon Kawakami        | Brasil AD 78                           | Yamaha YZF-R3      | 6    | +4.466    | 7º      | 8     |
| 9º   | 17 | Koen Meuffels          | MTM Kawasaki Motoport                  | Kawasaki Ninja 400 | 6    | +4.557    | 8º      | 7     |
| 10º  | 87 | Eliton Gohara Kawakami | Yamaha MS Racing                       | Yamaha YZF-R3      | 6    | +5.119    | 12º     | 6     |
| 11º  | 22 | Mykyta Kalinin         | Battley-RT Motorsports by SKM-Kawasaki | Kawasaki Ninja 400 | 6    | +5.160    | 19º     | 5     |
| 12º  | 30 | Glenn van Straalen     | EAB Ten Kate Racing                    | Yamaha YZF-R3      | 6    | +5.786    | 18º     | 4     |
| 13º  | 2  | Alejandro Carrión      | ACCR Smrz Racing by Blue Garage        | Kawasaki Ninja 400 | 6    | +7.123    | 10º     | 3     |
| 14º  | 26 | Mirko Gennai           | BrCorse                                | Yamaha YZF-R3      | 6    | +7.135    | 16º     | 2     |
| 15º  | 14 | Enzo De La Vega        | Machado CAME SBK                       | Yamaha YZF-R3      | 6    | +7.199    | 34º     | 1     |
| 16º  | 15 | Alfonso Coppola        | Kawasaki GP Project                    | Kawasaki Ninja 400 | 6    | +7.500    | 21º     |       |
| 17º  | 58 | Iñigo Iglesias Bravo   | Scuderia Maranga Racing                | Kawasaki Ninja 400 | 6    | +9.483    | 27º     |       |
| 18º  | 41 | Jan-Ole Jähnig         | Freudenberg KTM Junior Team            | KTM RC 390 R       | 6    | +15.242   | 25º     |       |
| 19º  | 85 | Kevin Sabatucci        | Kawasaki GP Project                    | Kawasaki Ninja 400 | 6    | +15.251   | 33º     |       |
| 20º  | 97 | Maximilian Kappler     | Freudenberg KTM WorldSSP Team          | KTM RC 390 R       | 6    | +15.296   | 20º     |       |
| 21º  | 80 | Gabriele Mastroluca    | Kawasaki GP Project                    | Kawasaki Ninja 400 | 6    | +15.298   | 30º     |       |
| 22º  | 16 | Emanuele Vocino        | Gradaracorse                           | Kawasaki Ninja 400 | 6    | +15.377   | 23º     |       |
| 23º  | 72 | Alvaro Diaz            | Biblion Motoxracing Yamaha             | Yamaha YZF-R3      | 6    | +15.652   | 35º     |       |
| 24º  | 23 | Sylvain Markarian      | Yamaha MS Racing                       | Yamaha YZF-R3      | 6    | +15.935   | 28º     |       |
| 25º  | 84 | Kim Aloisi             | ProGP Racing                           | Yamaha YZF-R3      | 6    | +17.242   | 32º     |       |
| 26º  | 94 | Sara Sánchez Tamayo    | ProGP Racing                           | Yamaha YZF-R3      | 6    | +24.854   | 36º     |       |
| 27º  | 61 | Yuta Okaya             | MTM Kawasaki Motoport                  | Kawasaki Ninja 400 | 6    | +2 giri   | 1º      |       |

#### Ritirati
| Nº | Pilota            | Squadra                     | Motocicletta       | Giri | Griglia |
| -- | ----------------- | --------------------------- | ------------------ | ---- | ------- |
| 88 | Bruno Ieraci      | Kawasaki GP Project         | Kawasaki Ninja 400 | 6    | 22º     |
| 45 | Felipe Macan      | Team Brasil AD 78           | Yamaha YZF-R3      | 4    | 29º     |
| 41 | Oliver König      | Freudenberg KTM Junior Team | KTM RC 390 R       | 1    | 9º      |
| 10 | Unai Orradre      | Yamaha MS Racing            | Yamaha YZF-R3      | 1    | 14º     |
| 71 | Tom Edwards       | Kawasaki ParkinGO           | Kawasaki Ninja 400 | 0    | 11º     |
| 79 | Tomás Alonso      | Team Tomás Alonso           | Kawasaki Ninja 400 | 0    | 24º     |
| 98 | Tom Bercot        | ProGP Racing                | Yamaha YZF-R3      | 0    | 26º     |
| 64 | Hugo De Cancellis | Team Trasimeno              | Yamaha YZF-R3      | 0    | 31º     |

#### Squalificato
| Nº | Pilota         | Squadra                        | Motocicletta       | Giri | Griglia |
| -- | -------------- | ------------------------------ | ------------------ | ---- | ------- |
| 48 | Thomas Brianti | Prodina Ircos Team WorldSSP300 | Kawasaki Ninja 400 | 6    | 4º      |

### Supersport 300 Gara 2

#### Arrivati al traguardo
| Pos. | Nº | Pilota              | Squadra                         | Motocicletta       | Giri | Tempo      | Griglia | Punti |
| ---- | -- | ------------------- | ------------------------------- | ------------------ | ---- | ---------- | ------- | ----- |
| 1º   | 95 | Scott Deroue        | MTM Kawasaki Motoport           | Kawasaki Ninja 400 | 9    | 18'25.991  | 2º      | 25    |
| 2º   | 10 | Unai Orradre        | Yamaha MS Racing                | Yamaha YZF-R3      | 9    | +0.122     | 14º     | 20    |
| 3º   | 61 | Yuta Okaya          | MTM Kawasaki Motoport           | Kawasaki Ninja 400 | 9    | +0.313     | 1º      | 16    |
| 4º   | 6  | Jeffrey Buis        | MTM Kawasaki Motoport           | Kawasaki Ninja 400 | 9    | +1.067     | 6º      | 13    |
| 5º   | 54 | Bahattin Sofuoğlu   | Biblion Motoxracing Yamaha      | Yamaha YZF-R3      | 9    | +1.747     | 15º     | 11    |
| 6º   | 8  | Mika Pérez          | Prodina Ircos                   | Kawasaki Ninja 400 | 9    | +2.075     | 3º      | 10    |
| 7º   | 71 | Tom Edwards         | Kawasaki ParkinGO               | Kawasaki Ninja 400 | 9    | +2.746     | 11º     | 9     |
| 8º   | 17 | Koen Meuffels       | MTM Kawasaki Motoport           | Kawasaki Ninja 400 | 9    | +2.968     | 8º      | 8     |
| 9º   | 46 | Samuel Di Sora      | Leader Team Flembbo             | Kawasaki Ninja 400 | 9    | +3.142     | 17º     | 7     |
| 10º  | 30 | Glenn van Straalen  | EAB Ten Kate Racing             | Yamaha YZF-R3      | 9    | +1 settore | 18º     | 6     |
| 11º  | 14 | Enzo De La Vega     | Machado CAME SBK                | Yamaha YZF-R3      | 9    | +1 settore | 34º     | 5     |
| 12º  | 41 | Oliver König        | Freudenberg KTM Junior Team     | KTM RC 390 R       | 9    | +1 settore | 9º      | 4     |
| 13º  | 15 | Alfonso Coppola     | Kawasaki GP Project             | Kawasaki Ninja 400 | 9    | +1 settore | 21º     | 3     |
| 14º  | 98 | Tom Bercot          | ProGP Racing                    | Yamaha YZF-R3      | 9    | +1 settore | 26º     | 2     |
| 15º  | 85 | Kevin Sabatucci     | Kawasaki GP Project             | Kawasaki Ninja 400 | 9    | +1 settore | 33º     | 1     |
| 16º  | 72 | Alvaro Diaz         | Biblion Motoxracing Yamaha      | Yamaha YZF-R3      | 9    | +1 settore | 35º     |       |
| 17º  | 84 | Kim Aloisi          | ProGP Racing                    | Yamaha YZF-R3      | 9    | +1 settore | 32º     |       |
| 18º  | 80 | Gabriele Mastroluca | Kawasaki GP Project             | Kawasaki Ninja 400 | 9    | +1 settore | 30º     |       |
| 19º  | 2  | Alejandro Carrión   | ACCR Smrz Racing by Blue Garage | Kawasaki Ninja 400 | 9    | +1 settore | 10º     |       |
| 20º  | 94 | Sara Sánchez Tamayo | ProGP Racing                    | Yamaha YZF-R3      | 9    | +1 settore | 36º     |       |
| 21º  | 79 | Tomás Alonso        | Team Tomás Alonso               | Kawasaki Ninja 400 | 9    | +1 settore | 24º     |       |
| 22º  | 26 | Mirko Gennai        | BrCorse                         | Yamaha YZF-R3      | 9    | +1 settore | 16º     |       |
| 23º  | 16 | Emanuele Vocino     | Gradaracorse                    | Kawasaki Ninja 400 | 9    | +1 settore | 23º     |       |
| 24º  | 45 | Felipe Macan        | Team Brasil AD 78               | Yamaha YZF-R3      | 9    | +1 settore | 29º     |       |

#### Ritirati
| Nº | Pilota                 | Squadra                                | Motocicletta       | Giri | Griglia |
| -- | ---------------------- | -------------------------------------- | ------------------ | ---- | ------- |
| 11 | Ana Carrasco           | Kawasaki Provec WorldSSP300            | Kawasaki Ninja 400 | 9    | 5º      |
| 69 | Tom Booth-Amos         | RT Motorsports by SKM - Kawasaki       | Kawasaki Ninja 400 | 9    | 13º     |
| 83 | Meikon Kawakami        | Brasil AD 78                           | Yamaha YZF-R3      | 9    | 7º      |
| 87 | Eliton Gohara Kawakami | Yamaha MS Racing                       | Yamaha YZF-R3      | 4    | 12º     |
| 22 | Mykyta Kalinin         | Battley-RT Motorsports by SKM-Kawasaki | Kawasaki Ninja 400 | 3    | 19º     |
| 88 | Bruno Ieraci           | Kawasaki GP Project                    | Kawasaki Ninja 400 | 2    | 22º     |
| 64 | Hugo De Cancellis      | Team Trasimeno                         | Yamaha YZF-R3      | 2    | 31º     |
| 23 | Sylvain Markarian      | Yamaha MS Racing                       | Yamaha YZF-R3      | 2    | 28º     |
| 41 | Jan-Ole Jähnig         | Freudenberg KTM Junior Team            | KTM RC 390 R       | 1    | 25º     |
| 97 | Maximilian Kappler     | Freudenberg KTM WorldSSP Team          | KTM RC 390 R       | 0    | 20º     |
| 58 | Iñigo Iglesias Bravo   | Scuderia Maranga Racing                | Kawasaki Ninja 400 | 0    | 27º     |

#### Squalificato
| Nº | Pilota         | Squadra                        | Motocicletta       | Giri | Griglia |
| -- | -------------- | ------------------------------ | ------------------ | ---- | ------- |
| 48 | Thomas Brianti | Prodina Ircos Team WorldSSP300 | Kawasaki Ninja 400 | 6    | 4º      |